# Sougy
Sougy je francouzská obec v departementu Loiret v regionu Centre-Val de Loire. Žije zde 835 obyvatel.

## Poloha obce
Obec leží na západě departementu Loiret u hranic s departementem Eure-et-Loir.

### Sousední obce
| Růžice kompasu | Terminiers (Eure-et-Loir) | Lumeau (Eure-et-Loir) | Poupry (Eure-et-Loir) | Růžice kompasu |
| Růžice kompasu | Rouvray-Sainte-Croix      | Sever                 | Artenay               | Růžice kompasu |
| Růžice kompasu | Rouvray-Sainte-Croix      | Sougy                 | Artenay               | Růžice kompasu |
| Růžice kompasu | Rouvray-Sainte-Croix      | Jih                   | Artenay               | Růžice kompasu |
| Růžice kompasu | Coinces Bricy             | Huêtre                | Chevilly              | Růžice kompasu |